# Lobelia darlingensis
Lobelia darlingensis là loài thực vật có hoa trong họ Hoa chuông. Loài này được (E.Wimm.) Albr. mô tả khoa học đầu tiên năm 1994.